# Ipomoea anisomeres
Ipomoea anisomeres ist eine Pflanzenart aus der Gattung der Prunkwinden (Ipomoea) aus der Familie der Windengewächse (Convolvulaceae). Die Art ist in Mexiko, Mittel- und Südamerika verbreitet.

## Beschreibung
Ipomoea anisomeres ist eine windende Pflanze, deren Stängel zumindest im oberen Teil krautig ist, die älteren Stängel werden deutlich papillös. Die einfachen, gestielten, unbehaarten Laubblätter haben eine langgestreckt-eiförmige bis breit eiförmige Blattspreite mit einer Länge von zwei bis 14 Zentimetern und einer Breite von 1,5 bis 8,5 Zentimetern. Nach vorn ist die Blattspreite zugespitzt oder spitz zulaufend, die Basis ist mit mehr oder weniger gerundeten oder spitz zulaufenden Lappen herzförmig, der Blattrand ist an der Basis und an der Spitze der Spreite mit Zähnen besetzt. Der Blattstiel hat eine Länge von drei bis 6,5 Zentimetern
Die meist im Oktober bis April, gelegentlich aber auch ganzjährig blühenden Blüten stehen zu mehreren in unbehaarten, doldenförmigen Zymen, die einen vier bis 14 Zentimeter langen Blütenstandsstiel besitzen. Die Blütenstiele sind bis zu 2,5 Zentimeter lang, runzelig, gewinkelt und nach oben hin leicht verbreitert. Die Tragblätter sind schuppenartig, unbehaart und werden nur einen Millimeter lang. Die fünf unbehaarten Kelchblätter sind ungleichmäßig geformt: die äußeren sind einen bis drei Millimeter lang, kreisförmig bis schief oval; die inneren sind acht bis zehn Millimeter lang, langgestreckt bis eiförmig, stumpf und an den Rändern trockenhäutig. Die Kronblätter sind zu einer sechs bis sieben Zentimeter langen, trichterförmigen Krone verwachsen. Der Kronsaum hat einen Durchmesser von sieben bis acht Zentimetern. Der Saum ist weiß gefärbt, der Schlund geht zu einer lavendel oder violetten Farbe über. Die Knospendeckung ist contortiplikat. Die fünf Staubblätter sind ungleich geformt, stehen nicht über die Krone hinaus und haben eine Länge von 12 bis 20 Millimeter, in seltenen Fällen auch nur acht Millimeter. Die Staubfäden setzen an der Basis der Kronröhre an und sind im unteren Teil drüsig behaart. Die Staubbeutel sind vier bis fünf Millimeter lang. Das Nektarium ist fünflappig. Der Fruchtknoten ist eiförmig, zwei bis 2,5 Millimeter breit und zwei bis drei Millimeter lang und unbehaart. Er trägt einen 15 bis 17 Millimeter langen Griffel, der in einer aus zwei kugeligen Teilen bestehenden Narbe endet.
Die Früchte sind zehn bis elf Millimeter lange, aufspringende Kapselfrüchte ohne Behaarung. Sie enthalten ein bis vier braune, eiförmige, flaumhaarige, fünf bis sechs Millimeter lange Samen.

## Vorkommen
Ipomoea anisomeres ist in Mexiko, Mittel- und Südamerika verbreitet und wächst dort in Höhenlagen zwischen Normalnull und 50 Metern.

## Systematik
Die Art wurde in der Gattung Ipomoea lange Zeit in eine Serie Anisomerae in der Untergattung Eriospermum eingeordnet. In diese Sektion zählten zuletzt die Arten Ipomoea squamosa und Ipomoea lindenii, die Arten wurden aufgrund der ungleichmäßig ausgebildeten Kelchblätter zusammengefasst. Jedoch zeigten verschiedene Untersuchungen, dass diese Sektion keine natürlichen Verwandtschaftsverhältnisse abbildet, so dass Ipomoea anisomeres der Sektion Eriospermum zugeordnet wurde.